# Giovanni Malagò
Giovanni Malagò (Roma, 13 marzo 1959) è un imprenditore, dirigente sportivo ed ex giocatore di calcio a 5 italiano, presidente del CONI dal 19 febbraio 2013 al 26 giugno 2025 e membro a titolo individuale del Comitato Olimpico Internazionale dal 1º gennaio 2019.

## Biografia
Figlio di Vincenzo Malagò, appartenente a una famiglia originaria della provincia di Treviso, nonché per anni vicepresidente della Roma, e Livia Campilli, è pronipote dell’ex ministro Pietro Campilli. Diplomato al liceo scientifico con la votazione di 60/60, consegue, in seguito, la laurea in Economia e Commercio presso l'Università "La Sapienza" di Roma, ma viene accusato in sede penale di avere ottenuto la promozione in tre esami senza averli sostenuti grazie all'intervento di un bidello corrotto.
Condannato a 1 anno e 10 mesi in primo grado, eviterà la condanna definitiva grazie alla sopraggiunta prescrizione del reato, ma si vedrà, tuttavia, annullare la laurea dalla Sapienza. Otterrà, quindi, la laurea a 46 anni con la votazione di 110/110 e lode dall'Università di Siena, avendo sostenuto presso la stessa gli esami mancanti. Nel novembre del 2022 ha ricevuto a Catanzaro una laurea honoris causa in Scienze e tecniche dello sport.
Fin da giovane pratica diversi sport con una particolare predilezione per il calcio a 5, disciplina nella quale si distingue vincendo 3 scudetti con la Roma RCB e 4 Coppe Italia (2 conquistate con il Circolo Canottieri Aniene). Nel 1982 partecipa, con la nazionale italiana, al primo Mondiale di calcio a 5 in Brasile.

## Vita privata
È stato sposato con Polissena Di Bagno. In seguito ha avuto una relazione con l'attrice Lucrezia Lante della Rovere, dalla quale sono nate nel 1988 due figlie gemelle, Vittoria e Ludovica.

## Carriera
Il suo primo lavoro è quello di venditore di auto di lusso: nel corso degli anni sarà agente della BMW, della Ferrari e della Maserati. Inizia l'attività imprenditoriale nel settore della vendita di automobili come amministratore delegato della società del padre, la Sa.Mo.Car. S.p.A. (gruppo Samofin S.p.A., società di partecipazioni di cui è AD e di cui detiene il 95%) di via Pinciana, davanti a Villa Borghese: è in quel periodo che nasce il rapporto con la famiglia Agnelli (diventa amico dei figli di Susanna Agnelli, Cristiano e Lupo Rattazzi) e il legame con Luca Cordero di Montezemolo (con cui è socio al 50% nella Mo.Ma. Italia srl, società di partecipazioni nel settore nautico Itama/Tornado). Montezemolo nel 2000 ha sposato Ludovica Andreoni, storica collaboratrice dei Malagò. Il fatturato annuo della Samocar, di cui detiene ancora il 15%, si aggira attorno ai 115 milioni e risulta essere una delle concessionarie più importanti del Paese.
Dal 2008 attraverso la GL Investimenti, di cui è socio al 50% con Lupo Rattazzi, controlla partecipazioni in società come Acea, Iren, Terna, Eni, A2A, Azimut, Banca Generali e Banca Finnat (2%). Dal 2002 al 2008 è consigliere della Air One, dal 2002 al 2010 è membro del CdA di Banca di Roma-UniCredit, dal 2002 è socio e membro del CdA de La Grande Cucina S.p.A. (proprietà della storica Casina Valadier sul Pincio), dal 2006 al 2010 lo è di Tecnimont SpA e dal 2007 di Maire Tecnimont (leader mondiale negli impianti petrolchimici e quotata alla Borsa di Milano); advisor per l'Italia di HSBC (uno dei più grandi gruppi bancari del mondo) dal 2008 a giugno 2018.
Dal 2002 è membro della Consulta Regionale del FAI e de "i 200 del FAI", mentre dal 2003 è componente del consiglio di amministrazione dell'Auditorium Parco della Musica; nel 2002 è tra i fondatori dell’associazione "Amici del Bambino Gesù", l’ospedale romano amministrato dal commercialista e dirigente sportivo del Bologna Gianluca Piredda, oltre ad essere membro onorario dell'Associazione italiana contro le leucemie-linfomi e mieloma (già consigliere dal 2005).
Nel 2008 è membro della giuria per il David di Donatello e della Commissione Marzano per il Futuro di Roma Capitale; dal 2009 al 2010 è nel Comitato di Esperti Made in Italy per il Ministero dello Sviluppo Economico ed è nel CdA della Fondazione Lazio per lo Sviluppo dell’Audiovisivo, mentre da dicembre 2010 è membro del Consiglio di Territorio Roma (UniCredit). Dal 2011 è anche nella giuria della Fondazione Guido Carli, ed è membro dell’Advisory Board della onlus Agenda Sant’Egidio.
Come dirigente sportivo, diventa presidente del Circolo Canottieri Aniene nel 1997; nel 1998 viene nominato presidente del comitato organizzatore del torneo tennistico che annualmente si svolge a Roma Campionati internazionali d'Italia mentre dal 2000 al 2001 è presidente della Virtus Roma (dopo esserne stato amministratore delegato). Nel 1998 è consigliere delegato per i 100 anni della FIGC, mentre nel 2004 viene nominato Responsabile del Comitato d'Onore e delle Relazioni Esterne per la candidatura di Roma alle Olimpiadi; è membro della Giunta esecutiva del CONI dal 2001 al 2003, quando diventa Coordinatore del Comitato di "Sport per Tutti" promosso dal CIO e dal CONI. Negli anni si occupa dell'organizzazione di diverse manifestazioni sportive di carattere internazionale organizzate in Italia, come il Cinquantenario della Ferrari nel 1997, l'Europeo di pallavolo nel 2005, la "Final Four" dell'Eurolega di pallavolo nel 2006 al PalaLottomatica di Roma, i Mondiali di nuoto del 2009 e i Mondiali di pallavolo del 2010. Il 27 marzo 2017 lascia la presidenza del Circolo Aniene a Massimo Fabbricini (ex capo ufficio stampa del CONI) rimanendo come presidente onorario.
Nel 2016 gli è stato assegnato alla Camera dei Deputati il Premio America della Fondazione Italia USA.
Il 28 ottobre 2021 viene nominato nel CdA dell'Università degli Studi di Verona per il triennio accademico 2021-2024 sotto la presidenza del Magnifico Rettore Pier Francesco Nocini.

### La presidenza del CONI

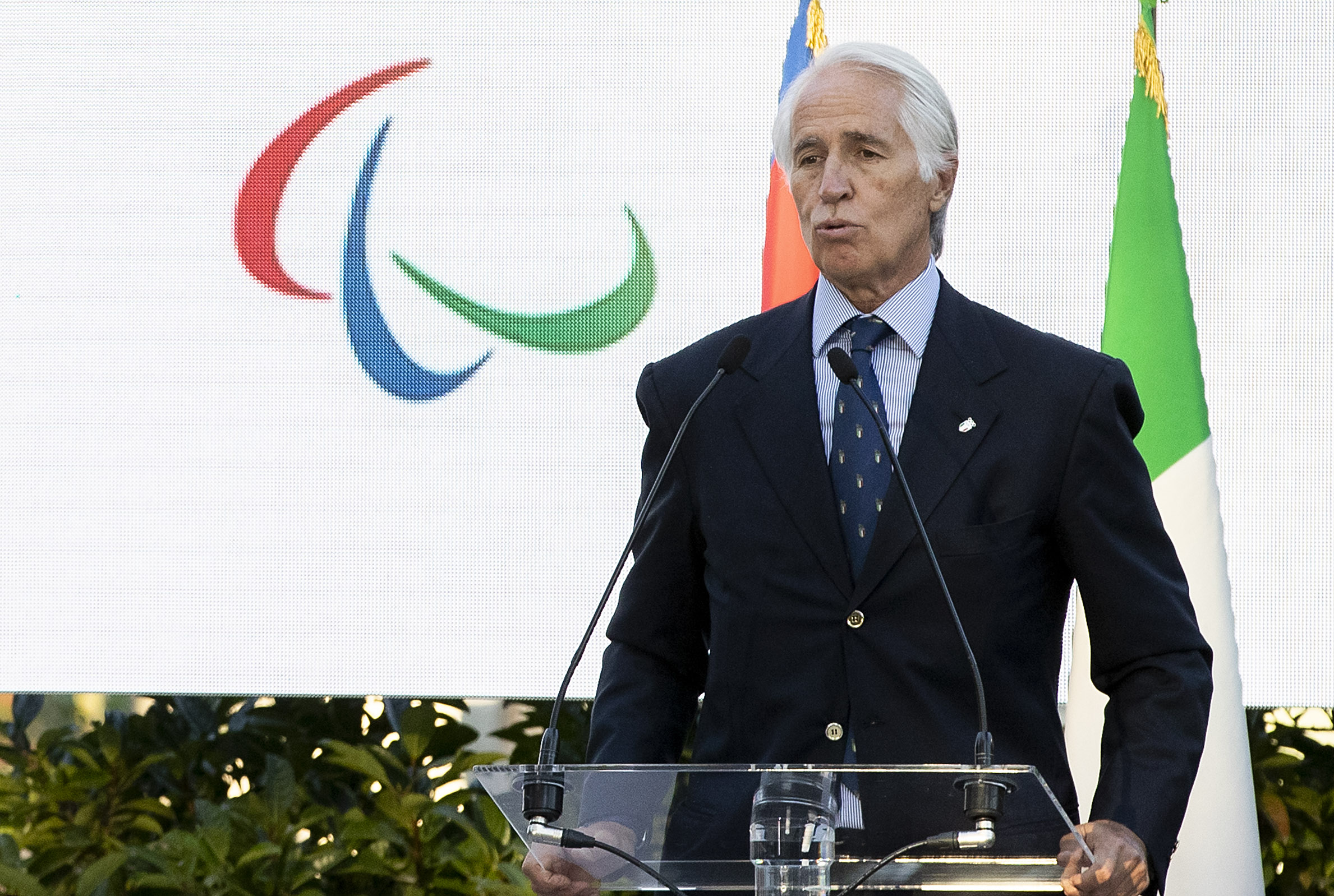
Giovanni Malagò nel 2021

Il 19 febbraio 2013 è eletto con 40 voti presidente del CONI battendo a sorpresa Raffaele Pagnozzi, segretario generale del Comitato dal 1993, fermatosi a 35 nonostante l'appoggio del presidente uscente Gianni Petrucci e delle maggiori federazione sportive, su tutte la FIGC. L'11 maggio 2017 viene confermato Presidente del CONI con 67 voti su 75, superando lo sfidante Sergio Grifoni, ex presidente della Federazione Italiana Sport Orientamento.
In qualità di presidente del Comitato Olimpico, nel 2018 è chiamato a risolvere la crisi degli organi di vertice del calcio italiano, FIGC e Lega di Serie A, incapaci di giungere all'elezione di una nuova governance. Il 1º febbraio la Giunta del CONI, presieduta da Malagò, nomina il Segretario Generale Roberto Fabbricini nuovo commissario straordinario della FIGC e il giorno successivo Fabbricini nomina lo stesso Malagò commissario straordinario della Lega di Serie A. Lascia l'incarico il 28 maggio, dopo l'elezione della nuova governance. Il 9 ottobre 2018 viene eletto membro del CIO, nel corso della 133ª sessione del Comitato Olimpico Internazionale, ospitata a Buenos Aires. È il 22º italiano della storia ad entrare nel consesso a cinque cerchi, il 16º a titolo individuale.
Il 9 dicembre 2019 divenne presidente della "Fondazione Milano Cortina 2026", il comitato organizzatore dei XXV Giochi olimpici invernali.
Il 13 maggio 2021 con 55 voti è riconfermato presidente del CONI per un terzo mandato.

### Controversie
Secondo un articolo di Panorama, negli anni ottanta Malagò «avrebbe investito due ragazzi» mentre era alla guida della sua auto, uccidendoli; di tale — presunto — omicidio colposo non risulta tuttavia traccia nel suo certificato penale. Sempre secondo la stessa inchiesta di Panorama, nel 1988 Malagò, insieme al padre, vende una casa di famiglia in zona Balduina a un avvocato romano: una parte viene pagata in contanti e un'altra viene trasferita in Svizzera su richiesta dei venditori.
Per aver comprato tre esami universitari (Diritto Privato, Economia politica 2 e Diritto Commerciale) con l'aiuto di un bidello che falsificava le firme dei docenti con cui li avrebbe sostenuti, nel 1993 viene condannato in primo grado a 1 anno e 10 mesi, ma nel 1999 viene prescritto e l'anno seguente la Corte d'Appello trasferisce gli atti all'Università degli Studi di Roma «La Sapienza», che annulla la sua laurea; all'età di 46 anni Malagò si laureerà all'Università di Siena dopo aver sostenuto gli esami mancanti.
Nel settembre 2014 viene inizialmente condannato dalla Disciplinare della Federnuoto (FIN) a 16 mesi di squalifica in qualità di presidente del Circolo Aniene poiché ritenuto responsabile di "mancata lealtà" e "dichiarazioni lesive della reputazione" del presidente federale Paolo Barelli, in precedenza denunciato dal Coni per una presunta doppia fatturazione. Nel dicembre successivo il Collegio di garanzia del CONI ha annullato la squalifica, sanzionando inoltre la FIN con il pagamento di 2.500 euro di spese legali.
Nella sua villa sulle dune di Sabaudia, nel parco del Circeo, prova a sanare nove abusi edilizi; il nucleo investigativo di polizia ambientale nel 2015 sequestra una vasca idromassaggio esterna e due anni dopo il TAR respinge il ricorso di Malagò contro la demolizione di una palestra interrata.
Nel giugno 2018 viene iscritto nel registro degli indagati con l’accusa di corruzione, nell’ambito dell’inchiesta sulla costruzione dello stadio della Roma a Tor di Valle, per aver provato a cercare un posto di lavoro per il fidanzato di sua figlia Ludovica presso l’immobiliarista intercettato Luca Parnasi. Tre mesi dopo la Procura chiederà al GIP l’archiviazione per Malagò.
A fine maggio 2020, i pm Paolo Filippini e Giovanni Polizzi aprono un'indagine per falso nei suoi confronti. In ruolo di presidente del CONI ed in qualità di presidente-commissario della Lega Serie A, finisce sotto inchiesta con l'accusa di aver falsificato il verbale dell’assemblea, presieduta da Malagò, che portò all’elezione del presidente della Lega di Serie A Gaetano Miccichè "per acclamazione".
Nel novembre 2022 Malagò viene archiviato riguardo a una presunta tangente pagata dall'allora amministratore delegato di Sky Andrea Zappia a favore suo e dell'allora numero uno della Lega Calcio Gaetano Miccichè per l'assegnazione dei diritti TV del triennio 2018-2021.